# Islam
Islam (arabsko الإسلام ,al-Islaam) je monoteistična religija muslimanov, ki verujejo, da se je bog (ar. الله Allah, slovensko Alah) preko nadangela Gabrijela razodel preroku Mohamedu (ar. Muhammadu). To razodetje je zabeleženo v  Koranu (Kur'an), sveti knjigi Islama. 
Islam pomeni »pokorščino (bogu)«, s tem pa je povezan tudi izraz diin, ki obenem pomeni »način življenja« in »religijo«. Izraz »islam« izhaja iz slovničnega korena s-l-m in je v etimološkem sorodu z besedami, kot npr. salaam (»mir«; tudi običajen pozdrav) ali muslim. Iz množinske oblike slednje besede (musulmaan) izhaja izraz za muslimana, ki pomeni »božjega vazala«, oziroma »tistega, ki se pokori oz. preda« (bogu).
Islam se naslanja na monoteistično tradicijo svetopisemskega očaka Abrahama, zato ga skupaj z judovstvom in krščanstvom uvrščamo med abrahamske religije. Po muslimanskem izročilu vsa našteta verstva podajajo isto poslanico Boga človeštvu, pri čemer podaja Koran, sveta knjiga islama, poslednje razodetje boga. V večini islamskih verskih praks verniki ne potrebujejo duhovnika kot posrednika za stik z bogom in naj bi sami brali sveto knjigo Koran. Pomen duhovščine je, razen pri šiitih, manjši kot v katoliški cerkvi. Islam obsega tri glavne veje verovanja, ki si medsebojno nasprotujejo glede nasledstva Mohamedovega sporočila; to so sunitska, šiitska in haridžitska veja. Nekateri priznavajo sufizem, mistični islam, kot četrto vejo islama, vendar pa se imajo mnogi sufistični redovi, ki jih najdemo po vsem islamskem svetu od Senegala do indijske podceline, bodisi za sunite, bodisi za šiite.
Morda najbolj jedrnato in jasno je verovanje muslimanov izraženo v dveh šahaddah (kar v arabščini pomeni »dve trditvi«): Laa ilahi ila-llah; Muhammade rasulu-llah — »Ni drugega Boga razen Alaha in ; Mohamed je Božji prerok«. Recitiranje in verovanje v ti trditvi, ki predstavljata enega od stebrov islama, sta pot do islamske vere.

## Mohamed in nastanek islama
»Med vsemi ustanovitelji vesoljnih relgij je Mohamed edini, čigar življenjska pot nam je v glavnem znana,« je zapisal znani religiolog Mircea Eliade. Rodil se je med 567. in 572. letom v Meki in je pripadal plemenu Kurejš oziroma rodu Hašim. Vzgajal ga je dedek in nato še stric po materini strani Abu Talib. Ko je bil star 25 let je vstopil v službo k bogati vdovi Hadidži ter imel tako priložnost večkrat s karavanami potovati v Sirijo. S svojo gospodarico se je oženil, čeprav je bila starejša od njega (ob poroki je imela štirideset let). Zakon je bil domnevno srečen, imela sta sedem otrok - tri sinove (vsi so kmalu umrli) in štiri hčere. Med slednjimi je bila tudi najmlajša, Fatima, ki se je poročila z njegovim bratrancem. Eliade je še zapisal, da je Hadidžino mesto v njegovem življenju pomembno, saj mu je ona vlivala poguma med preizkušnjami religioznega poklica. 
Mohamed je pred poslanstvom doživel nekaj razodetij. V suri 53, 1-18, govori o prvem.  Ko je nekoč spal v votlini, kamor je velikokrat šel, je prišel, kot pravi izročilo, k njemu angel Gabriel s knjigo v roki in mu ukazal, naj bere. Sura 96, 1-5: »Čitaj, u ime Gospodara tvoga koji,stvara. Stvara čovjeka od ugruška! Čitaj, plemenit je Gospodar tvoj, koji poučava peru, koji čovjeka poučava onome što on ne zna.« (Kur'an časni, Naklada C, Zagreb, 2000, str.814) (Prevod: »Beri v imenu tvojega Gospodarja, ki ustvarja. Ki ustvarja človeka iz strdka krvi. Beri, plemenit je tvoj Gospodar,ki uči pero, ki človeka uči, česar ne ve.«). 
O božjih razodetjih je sprva pripovedoval samo ženi in nekaterim bližnjim prijateljem ter bodočima kalifoma Osmanu in Abu Bakru.
Poslančevo pot je izbral po videnju 612. leta, ko mu je bilo ukazano, naj javno oznani svoja razodetja. Teme njegovega učenja so bile med drugim:
- poudarjanje mogočnosti in usmiljenosti Boga,
- bližina sodbe
- oznanjanje enega Boga.

Alah, ki v prevodu pomeni Bog, so sicer poznali še pred njegovimi pridigami in ga tudi priznavali za stvarnika neba in zemlje ter varuha rodovitnosti, toda poleg njega so častili še druge bogove in boginje. Prerok pa je na Alahov ukaz začel oznanjati pravo vero, islam, »podrejanje«.  Njegovemu sporočilu niso nasprotovali, dokler ni začel ogrožati že obstoječih bogov, kot so boginje Lat, Uzi in Manat. Za tedanjo oligarhijo je bila njegova veroizpoved nevarna in bi lahko pomenila izgubo privilegijev. 
Okrog leta 615 je Mohamed rekel svojim družabnikom da se izselijo v krščansko Abesinijo zaradi njihove varnosti. Umaknil se je pred preganjanji, prav tako se je bal razkola. Na poti so poskušali prenesti sporočilo islama dve mesti oazi, in sicer Taifo in Jasribo. V prvem je Mohamed doživel polom, medtem ko je imel v Jasrivi (poznejši Medini) več uspeha.  Med drugim zato, ker je bilo tam kar precej Judov, tako da mnogim tamkajšnjim prebivalcem monoteizem ni bil tuj. 
Pomembna je letnica 622. To je leto, ko je 75 mož in dve ženski iz Jasriba romalo v Meko (tedaj največje središče dejavnosti v Arabiji), kjer so se na skrivaj sestali s Prerokom in s slovesno prisego obljubili, da se bodo bojevali zanj. Selitev, hidžra, je bila uspešna. Leto dni po tem so zgradili hišo, ki je služila za zbirališče vernikom. V tem obdobju se je ukvarjal predvsem z organizacijo skupnosti vernikov, tako imenovane ume. Teološka zgradba islama je bila zaključena, ko je zapustil Meko, medtem ko je v Medini opredelil pravila kulta, kot so molitve, post, miloščine, romanja.  
Zelo si je prizadeval, da bi spreobrnil tamkajšnje Jude. Dokončni prelom zgodovina beleži 11. februarja 624, ko Mohamed prejme novo razodetje, ki je muslimanom zapovedovalo, na se pri molitvah ne obračajo več proti Jeruzalemu, namreč proti Meki.
Z različnimi odpravami, tudi vojaškimi, so muslimani počasi razširjali svojo veroizpoved. V nekem trenutku je napovedal popolno vojno mnogoboštvu. Zagotovo je k širitvi pripomoglo dejstvo, da se je do poražencev vedel prizanesljivo. Več je tudi dosegel s spretnimi pogajanji kot z orožjem, čemur so sledili njegovi nasledniki, kalifi.
Mohamed se je 632. leta še slednjič odpravil v Meko, kar je bilo njegovo zadnje romanje. Tedaj je predpisal pravila hadža, ki jim verniki sledijo še danes. Po vrnitvi v Medino je zbolel in umrl 6. junija, domnevno na rokah svoje najljubše žene Ajše (po Hadidžini smrti je oženil devet žena).
Mohamed je tako rekoč ustanovil arabski narod in omogočil, da se je širjenje islama raztegnilo čez etnične in rasne meje.

## Islam po Mohamedu
Prerok ni določil naslednika, kar je kmalu privedlo do trajnega razkola. Še pred njegovim pogrebom so za kalifa izvolili Abu Bakra, očeta njegove najljubše žene Ajše. Domnevno je bil Mohamedu bližje Ali, mož njegove hčere Fatime. Da bi ohranili enotnost ume, je Ali s privrženci priznal Abu Bakra, ker je bil ta že v letih in bržda bi ga tako ali tako kmalu nasledil. 
Abu Bakr je umrl čez dve leti (leta 634), vendar je za naslednika imenoval Omarja, enega svojih generalov, ki je bil odličen strateg in je muslimansko vojsko popeljal v številne zmage. Pred koncem 7. stoletja je tako islam vladal severni Afriki, Siriji, Palestini, Mali Aziji, Mezopotamiji in Iraku. Upiral se je edino Bizanc.
Omar je imel težave z zagotavljanjem enotnosti ume. Ko ga je smrtno ranil neki perzijski suženj, je še pravočasno določil šest tovarišev, ki bi izvolili naslednika. Vendar niso izbrali omenjenega Alija in njegovih privržencev (te so imenovali šiat Ali, kar pomeni »Alijeva stranka«, ali šia - od tod šiitstvo), marveč je bil izglasovan drug Prerokov zet Osman. Ta je kot pripadnik aristokratskega rodu Omajadov, nekdanjih Mohamedovih nasprotnikov, razdelil ključna mesta v državi med veljake Meke. Osmana so ubili beduini iz egipčanskih in iraških garnizonov, prebivalci Medine pa so za kalifa imenovali Alija. Šiiti od tedaj ne priznavajo nobenega naslednika zunaj Prerokove družine in je potemtakem Ali zanje prvi kalif.
Ajša in več voditeljev v Meki so ga obtožili sokrivde Osmanove smrti. Stranki sta se spopadli v bitki, imenovani kamelja bitka, ker je potekala okrog Ajšine kamele. Ali je po spletu okoliščin izgubil kalifat, njegov sin Hasan se je svoji pravici odrekel in tako omogočil, da je to mesto prevzel Muavija, sicer Osmanov bratranec.  Zadnja priložnost za zedinjenje ume je bila nato dokončno izgubljena leta 680 pri Karbali v Iraku, kjer so ubili drugega Alijevega sina Huseina skupaj z vso njegovo družino. Tega šiiti nikoli niso odpustili, zato so skozi stoletja začenjali mnoge upore, ki so jih vladajoči kalifi kruto dušili. 
Trideset let po prerokovi smrti se je uma razcepila na tri dele in tako je vse do danes. Trije deli so:
- suniti (suna pomeni navada, predpis), ki so večinska skupina, zvesti vladajočemu kalifu,
- šiiti, privrženci družinske linije prvega pravega kalifa Alija,
- in haridžiti (secesionisti), ki so zagovarjali mnenje, da ima skupnost pravico voliti svojega vodjo in ga tudi odstaviti.

Vsaka skupina je dodala nekaj k razvoju mislimanskih verskih institucij, teologije in mistike.
Islam je spodbudil in organiziral civilizacijo, temelječo na uradništvu in trgovini. Kalifi so se odrekli svoji verski funkciji in so vodenje vernikov zaupali ulemam, teologom in strokovnjakom za kanonsko pravo. Islam, v katerem so bili večinoma Arabci, je sklenila zidava nove prestolnice, Bagdada, leta 762. To je bil čas prevajanja grških filozofov, zdravnikov in alkimistov. Večino del so prevedli iz sirščine.

## Značilnosti veroizpovedi
Mohamedovo sporočilo je ubesedeno v Kur'anu, ki je najčistejši izraz brezpogojnega monoteizma. Nekatere ključne prvine islama bi lahko strnili v naslednjih točkah:
- Alah je Bog, edini Bog, je popolnoma svoboden, vseveden in vsemogočen, ne upravlja samo kozmičnih ritmov, marveč tudi življenje ljudi;
- Človek je šibak, vendar ne zaradi morebitnega izvirnega greha, marveč zaradi tega, ker je ustvarjeno bitje;
- Vsako dejanje je pod božjo oblastjo že samo zato, ker se izvrši po njegovi zaslugi;
- Islam nima cerkvene organizacije in duhovščine, kot je značilna za krščanstvo, prav tako je dosti bolj preprost monoteizem kot judaizem in krščanstvo, kar je bila pri širitvi nedvomno njegova prednost, saj dopušča zelo malo teoloških špekulacij;
- Versko življenje urejajo institucije, ki so hkrati pravni predpisi. To je predvsem tako imenovanih »pet stebrov vere«;
- Koran se obrača na vse ljudi in ne samo na svetnike in popolneže, priznava družbene razlike, toda pred umo so vsi enaki;
- Vesoljna zgodovina je nepretrgano razodevanje Boga, take so tudi zmage nevernikov. Zato je potrebna trajna vojna, da bi se svet spreobrnil k enoboštvu.

### Pet stebrov vere - islamski šarti
Vera islam pomeni popolno pokornost in predanost Alahu, kar pomeni slediti njegovim zapovedim. Na prvem mestu je vsekakor monoteizem (Tewhid), ki pomeni vero v enega in edinega boga Alaha, kateremu nihče ni enak niti v eni sami lastnosti. Alahov Poslanec Mohamed naj bi rekel: Islam temelji na petih stvareh: izpovedovanju da ni drugega boga razen Alaha in da je Mohamed njegov Poslanec, opravljanje molitve, dajanju zekata, opravljanju hadža in postu v mesecu Ramadanu.
Kelime in šehadet - izpovedovanje, da ni drugega boga poleg Alaha in da je Mohamed njegov Poslanec. Dokaz za to so mnogi ajeti v Koranu: »Alah priča da ni drugega boga poleg njega, vendar tudi angeli in učeni ljudje, da On postopa pravično. Ni drugega boga razen Njega, Silnega in Modrega.« (Približen prevod sure Ali Imran 18. ajeta). »Mohamed ni oče nikomur od vaših ljudi, temveč je Alahov Poslanec in zadnji glasnik vere – Alah vse dobro ve.« (Približen prevod iz sure Al-Ahzab 40. ajeta). Mohamed je prav tako veliko govoril o tem in učil ljudi monoteizmu (Tewhidu).
Opravljanje molitve - Muslimanom je zapovedano, da petkrat dnevno opravljajo obvezno molitev. Vsaka molitev ima svoj čas (časovni interval) v katerem se jo mora opraviti. V Koranu se na veliko mestih omenja molitev in eno od teh je naslednje: »Jaz sem res Alah, drugega boga razen mene ni, zato se samo meni klanjaj in molitev opravljaj – da bi ti vedno bil na umu.« (Približen prevod iz sure Ta-ha 14. ajeta).
Post v mesecu Ramadanu - post je verski obred (ibadet), ki pomeni da se vzdržiš od hrane, pijače, spolnega odnosa in drugih stvari ki kvarijo post od zore do sončnega zahoda. Alah pravi: »O verniki! Predpisuje vam se post, kot je predpisan onim pred vami, da bi bili bogaboječi.« (Približen prevod iz sure Al-Beqara 183. ajeta). Ebu Hurejre pravi, da je rekel Mohamed: »Kdor posti mesec Ramadan verujoč in upajoč (za nagrado), so mu oproščeni (mali) grehi, katere je do tedaj storil.« (Zabeležila Buhari in Muslim, sahih).
Dajanje zekata - Vsak Musliman, ki ima določeno količino imetja, ima obveznost določen delež od imetja dajati kot zekat. Zekat se prav tako omenja v Koranu na veliko mestih in eden od teh je naslednji: »In vi molitev opravljajte in zekat dajajte in Poslancu pokorni bodite, da bi vam se milost dala« (Približen prevod iz sure An-Nur 56. ajeta).
Opravljanje Hadža (romanje v Meko) - Hadž mora opraviti vsak musliman, če je zmožen za to. Alah v Koranu pravi: »In naznani ljudem hadž – prihajali ti bodo peš in vsaki utrujeni kameli, ki prihajajo z dolge poti.« (Približen prevod iz sure Al-Hadž 27. ajeta). Mohamed je rekel: »Hadž je obvezen enkrat v življenju. Kdor ga opravi večkrat, to je prostovoljno.«

## Islam danes
Islam velja za drugo najbolj razširjeno veroizpoved na svetu (najbolj je razširjeno krščanstvo).  Trenutno število vernikov najhitreje narašča prav v islamu. Danes se med muslimane prišteva 1,9 milijarde ljudi, kar je približno četrtina vsega svetovnega prebivalstva. Širitev islama izven tradicionalnega arabsko-muslimanskega kroga je dandanes mogoče pojasniti predvsem z migracijami v druge dežele. Največja muslimanska država je sicer Indonezija.
Islam je edina veroizpoved, ki jo navajajo v uradnem nazivu držav. Nekatere se oznanjajo za »islamske republike«, vendar to niso edine države, kjer je v veljavi tako imenovano šariatsko pravo.
V Sloveniji se je v popisu prebivalstva leta 2002 za pripadnike islamske veroizpovedi izreklo 47.488 državljanov Slovenije.